# Късметът
„Късметът“ е българска телевизионна новела (историко-революционна драма) от 1973 година по сценарий Никола Статков. Режисьор е Магда Каменова, а оператор Алеко Драганов. Музиката е на композитора Симеон Пиронков, художник Ева Йорданова.

## Актьорски състав
| Изпълнител          | Роля                   |
| ------------------- | ---------------------- |
| Васил Попилиев      | бай Иван Потоницата    |
| Георги Русев        | Петър Рашков – Фурната |
| Николай Узунов      | Стефчо, бивш обущар    |
| Михаил Ботевски     | Тошко, партизанин      |
| Румяна Гайтанджиева | Катя, партизанка       |